# Batalha de Zonchio

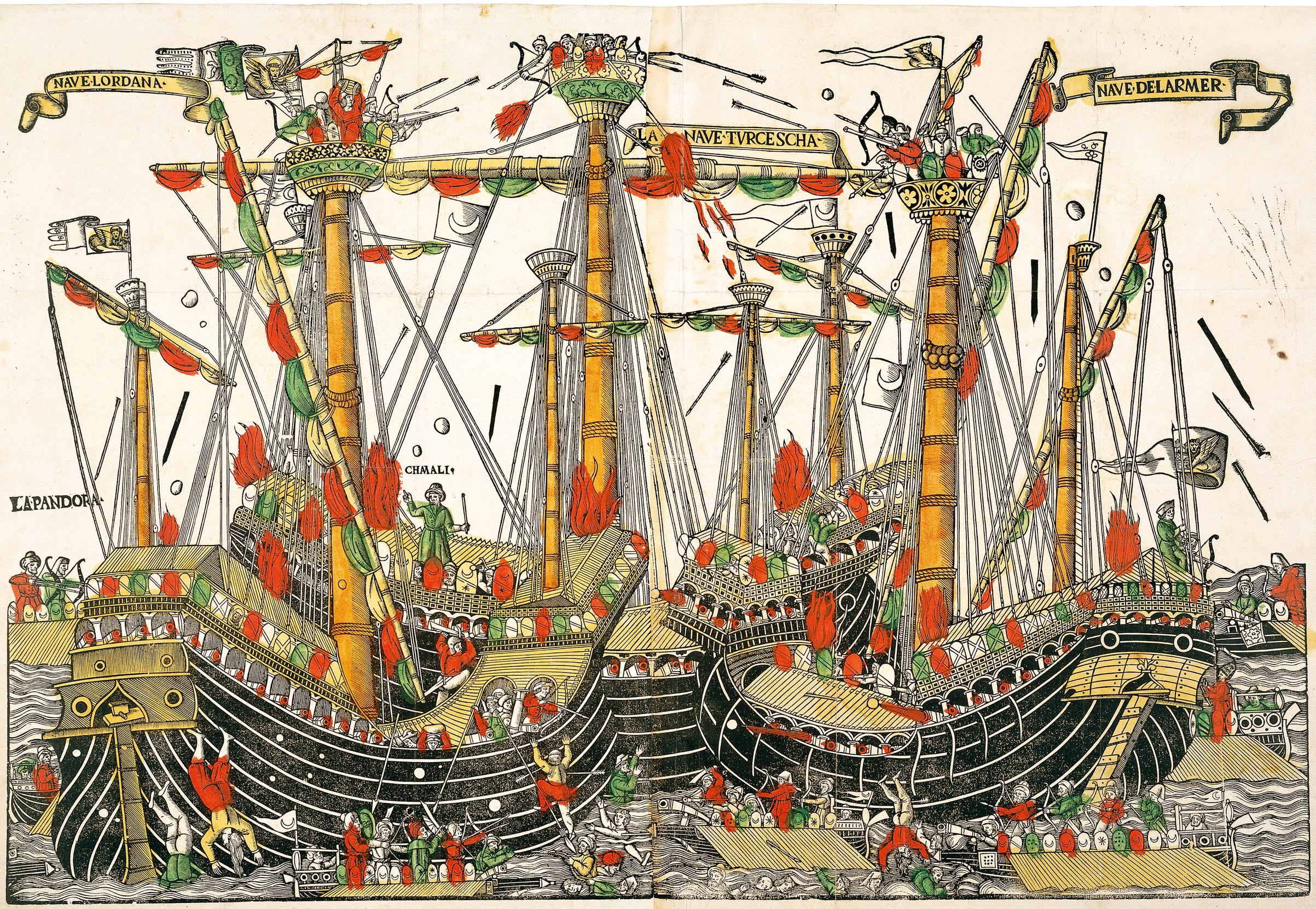
Batalha de Zonchio

A Batalha naval de Zonchio (em turco: Sapienza Deniz Muharebesi, também conhecida como Batalha de Sapienza ou Primeira Batalha de Lepanto) ocorreu em quatro dias distintos: 12, 20, 22 e 25 de agosto de 1499. Parte da Guerra otomano-veneziana de 1499-1503.

## Preparativos
Em janeiro de 1499, Quemal Reis partiu de Constantinopla com uma força de 10 galés e 4 outros tipos de navios e, em julho, encontrou-se com a enorme frota otomana que lhe foi enviada por Daúde Paxá e assumiu seu comando para travar uma grande batalha, escala guerra contra a República de Veneza. A frota otomana consistia em 290 navios, dos quais 60 galeões e um punhado de naus. A frota veneziana de 17 galés, 46 galeões e cerca de 15 naus estava sob o comando de Antonio Grimani. Grimani tinha 65 anos e, embora fosse um capitão comprovado em batalha, não era um líder experiente e nunca havia comandado grandes frotas de batalha. Ele só havia recebido o comando por causa de uma doação de 16 000 ducados ao estado e financiando pessoalmente o armamento de 10 galeras. Ele não foi informado se deveria lutar uma campanha ofensiva ou defensiva.

## Batalha
Depois de chegar ao Cabo Zonchio no mar Jônico com a grande frota otomana em agosto, Quemal Reis derrotou os venezianos. Muitos capitães ignoraram as ordens de Grimani para atacar os otomanos e ele não participou da batalha. Sua indecisão e relutância em atacar levaram ao fracasso durante a batalha.
No segundo dia, Grimani ordenou que as tripulações matassem todos os capitães que se recusassem a lutar. Apesar disso, e da chegada de quatro galés francesas, ele enviou apenas duas das 170 galés contra os otomanos. Ambos de alguma forma voltaram ilesos.
Em 25 de agosto, os venezianos capturaram algumas galeras otomanas, então a disciplina foi quebrada e os otomanos recapturaram os navios enquanto estavam sendo saqueados; os reforços franceses abandonaram os venezianos com desgosto e fugiram para Rodes.
Durante a fase mais crítica da batalha, duas naus venezianas, capitaneadas por Andrea Loredan (membro da influente família Loredan de Veneza, e primo do futuro doge Leonardo Loredan) e por Alban d'Armer, abordaram um dos os navios de comando da frota otomana. O comandante da embarcação, Buraque Reis, não conseguiu desembaraçar seu navio e optou por incendiá-lo. A visão dos três grandes navios queimando juntos foi um duro golpe para o moral veneziano.

## Resultado
Antonio Grimani foi preso em 29 de setembro e banido para a ilha de Querso. Grimani mais tarde se tornou o Doge de Veneza em 1521. O sultão otomano Bajazeto II deu 10 das galés venezianas capturadas a Quemal Reis, que mais tarde estacionou sua frota na ilha de Cefalônia entre outubro e dezembro de 1499.
Os otomanos e venezianos logo se enfrentaram pela segunda vez na Segunda Batalha de Lepanto, também conhecida como Batalha de Modon, e os otomanos foram novamente vitoriosos sob Quemal Reis.